# Плеврит
Плевритът е възпаление на мембраните, които обграждат белите дробове и образуват гръдната кухина (плевра). Това може да доведе до остра болка в гърдите при дишане. Понякога болката може да бъде постоянна. Други симптоми могат да включват задух, кашлица, повишена температура или загуба на тегло, в зависимост от основната причина.
Най-честата причина е вирусна инфекция. Други причини включват пневмония, белодробна емболия, автоимунни заболявания, рак на белия дроб, след сърдечна операция, панкреатит, гръдна травма и азбестоза. Понякога причината остава неизвестна. Други състояния, които могат да предизвикат подобни симптоми са перикардит, инфаркт, холецистит и пневмоторакс. Диагнозата може да включва рентгенова снимка на гръдния кош, електрокардиограма (ЕКГ) и кръвни тестове.
Лечението зависи от основната причина. Описанията на състоянието датират най-малко от 400 г. пр. Хр. от Хипократ.

## Признаци и симптоми
Определящият симптом на плеврит е внезапна остра, пронизваща, пареща или тъпа болка в дясната или лявата страна на гръдния кош по време на дишане. Чувства се по-зле при дълбоко дишане, кашлица, кихане или смях. Болката може да остане на едно място или може да се разпространи до рамото или гърба.
В зависимост от причината, плевралната болка в гърдите може да бъде придружена и от други симптоми, като:
- Суха кашлица
- Треска и тръпки
- Бързо, плитко дишане
- Задух
- Бърз пулс
- Възпалено гърло, последвано от болка и подуване на ставите

### Усложнения
Плевритът често се свързва с усложнения, които засягат плевралното пространство.
- В някои случаи на плеврит, излишната течност се натрупва в плевралното пространство (плеврален излив), което принуждава двата слоя на плеврата да се разделят, така че при дишане да не се търкат. Това може да облекчи болката от плеврита. Голямо количество допълнителна течност може да изтласка плеврата към белия дроб, което може да затрудни дишането.

- В други случаи въздухът също може да се натрупа в плевралното пространство (пневмоторакс), което да е резултат от остро белодробно увреждане или белодробно заболяване като емфизем. Най-честият симптом е внезапна болка в едната страна на белия дроб и задух. Пневмоторакс също може да окаже натиск върху белите дробове и да доведе до колапс.

- В плевралното пространство също може да се събере и кръв (хемоторакс). Най-честата причина е нараняване на гърдите или операция на сърцето или гърдите. Хемотораксът може да се появи и при хора с рак на белия дроб или плевра. Той може да предизвика шок или състояние при което недостатъчно количество кръв достига до органите (хипоперфузия).

## Причини
Вирусната инфекция (коксаки вирус, HRSV, CMV, аденовирус, EBV, параинфлуенца, грип) е най-честата причина за плеврит. Въпреки това, много други различни състояния могат да причинят плеврална болка в гърдите. Някои от тях са:
- Аортни дисекции
- Автоимунни заболявания, като лупус, автоимунен хепатит (AIH), ревматоиден артрит и болест на Бехчет.
- Бактериални инфекции, свързани с пневмония и туберкулоза
- Наранявания в гърдите
- Фамилна средиземноморска треска (FMF), наследствено състояние, което често причинява треска и подуване на корема или белите дробове
- Гъбични или паразитни инфекции
- Сърдечна хирургия, особено коронарно-артериален байпас
- Сърдечни проблеми (исхемия, перикардит)
- Възпалително заболяване на червата
- Рак на белия дроб и лимфом
- Други белодробни заболявания като кистозна фиброза, саркоидоза, азбестоза, лимфангиолейомиоматоза и мезотелиом
- Пневмоторакс
- Белодробни емболии, които са кръвни съсиреци, влизащи в белите дробове

Когато пространството между плеврата започне да се запълва с течност, както при плеврален излив, болката в гърдите може да бъде облекчена, но може да се стигне до недостиг на въздух, тъй като белите дробове се нуждаят от място за разширяване по време на дишането. Някои случаи на плевритна болка в гърдите са идиопатични, което означава, че точната причина не може да бъде определена.